# Нене Доржелес
Нене́ Доржеле́с (на френски: Nene Dorgeles) е малийски футболист, играещ като нападател за австрийския Ред Бул (Залцбург) и националния отбор на Мали. Участник в Купата на африканските нации 2023, където бележи гола за отбора си на 1/4 финала срещу Кот д’Ивоар при загубата с 1:2. 